# Nemacladus gracilis
Nemacladus gracilis är en klockväxtart som beskrevs av Alice Eastwood. Nemacladus gracilis ingår i släktet Nemacladus och familjen klockväxter. Inga underarter finns listade i Catalogue of Life.